# 陳覲光
陳覲光（1703年6月30日—1781年10月20日），名冕，以字行，又字近光，號虛白，又號疣軒、畬堂，浙江省海寧縣人，清朝政治人物。
乾隆元年（1736年）丙辰恩科舉人，乾隆十年十一月授遂寧縣攔江河鹽大使。乾隆十六年署四川珙縣知縣。乾隆十八年（1753年）任四川鄰水縣知縣（原掣河南彰德府涉縣知縣）。